# Чемпіонат України з регбі 2022
Чемпіонат України 2022 року з регбі-15 не відбувся через повномасштабне російське вторгнення в Україну.

## Суперліга
Чемпіонат України 2022 року з регбі-15 серед чоловіків мали розіграти 6 команд Суперліги, серед яких планувалося провести турнір у два кола з 2 квітня до 1 жовтня.

### Учасники
Команди: «Олімп» (Харків), «Поділля» (Хмельницький), «Сокіл» (Львів), «Політехнік» (Одеса), «Кредо-1963» (Одеса), «Політехнік» (Київ).